# Euproctis khasi
Euproctis khasi är en fjärilsart som beskrevs av Collenette 1938. Euproctis khasi ingår i släktet Euproctis och familjen tofsspinnare. Inga underarter finns listade i Catalogue of Life.